# Sergei Semjonowitsch Urussow
Sergei Semjonowitsch Urussow (russisch Сергей Семёнович Урусов, wiss. Transliteration Sergej Semenovič Urusov; * 3. August 1827; † 20. November 1897) war einer der stärksten russischen Schachspieler des 19. Jahrhunderts.
Urussow, dessen Bruder Dmitri (* 1829; † 1903) ebenfalls ein sehr starker Schachspieler war, entstammte einer Fürstenfamilie und war Offizier der zaristischen Armee. Bevor er 1854/1855 am Krimkrieg teilnahm, besiegte er in zwei Wettkämpfen Ilja Schumow 8,5:4,5 (+7 =3 −3) und 12:9 (+12, −9) (1854) und verlor knapp gegen Alexander Petrow (mit 1:3).
Urussow war während des Krieges an der Verteidigung von Sewastopol beteiligt und lernte bei dieser Gelegenheit den Schriftsteller Lew Nikolajewitsch Tolstoi kennen, mit dem ihn weiterhin eine lebenslange Freundschaft verband. Ihre Bekanntschaft schlossen die beiden Schachliebhaber, als Urussow während einer gegnerischen Artillerieoffensive eine Blindsimultanvorstellung an drei Brettern gab. 
Nach Beendigung des Krieges zog sich Urussow aus dem Militärdienst zurück, um sich mehr dem Schach widmen zu können. Er verlor einen Wettkampf gegen Alexander Petrow hoch mit 7,5:13,5 (+7 =1 −13), doch galt er nun als zweitbester Spieler Russlands. 1859 besiegte er Schumow nochmals 6,5:2,5 (+6 =1 −2). 1862 spielte er in einem Kurzwettkampf in Sankt Petersburg 2:2 gegen Ignaz von Kolisch. Im Jahr 1866 schlug er den Preußen Philipp Hirschfeld in Moskau mit 3:2 (+2 =2 −1).
Nach Berechnungen seiner historischen Elo-Zahl erreichte er mit 2561 Punkten seine höchste Zahl im April 1866. Damit gehörte er zu den fünf besten Spielern der Welt.
1878 zog er sich vom Schach zurück. Seine wertvolle Schachbuchsammlung vermachte er Ilja Tolstoi, dem Sohn von Lew Tolstoi.
Nach ihm benannt ist das Urussow-Gambit, eine Variante des Läuferspiels, welche durch die Züge 1. e2–e4 e7–e5 2. Lf1–c4 Sg8–f6 3. d2–d4 e5xd4 4. Sg1–f3 entsteht.